# 小林大介 (俳優)
小林 大介（こばやし だいすけ、1977年7月29日 - ）は、日本の俳優。神奈川県出身。身長178cm、血液型はAB型。花組芝居所属。屋号は那河岸屋（なにがしや）。

## 経歴
2006年に劇団花組芝居に入座。以降殆どの公演に出演。基本的に立役だが、ときには「恐怖時代」の梅野や「聖stひばり御殿」のおきみ、「天守物語」の富姫などの女形でも魅力を放つ。
特技は日舞、柔道、水泳、野球。趣味は歌舞伎鑑賞。
二十代半ばから始めた日本舞踊 による所作の美しさには定評がある。
2017年出演のウォーキング・スタッフプロデュース「怪人21面相」が第25回読売演劇大賞優秀作品賞を受賞、2019年出演のウォーキング・スタッフプロデュース「三億円事件」が令和元年度(第74回)文化庁芸術祭賞優秀賞を受賞。
2018年には演出家・劇作家G2と出演者9名によるユニット『モジリ兄とヘミング』 の旗揚げメンバーとして参加するなど活躍の場を広げている。

## 出演

### 舞台
2005年
- 6月-「極猫大騒動 ゴクネコ mad cats' panic」[全労済ホール/スペース・ゼロ]  (研修生)　子供三・親三　役[6]
- 10月-「鏡花まつり」【日本橋】 [東京/シアタートラム、大阪/松下IMPホール]   (研修生)　芸者 萩代・腕白 鼬みめよし・蛤　役[6]
- 12月-伝統の現在NEXT2- 夢幻能形式による鏡花Ⅱ「海神別荘」[紀伊國屋ホール]    (研修生)　コロス・侍女・騎士　役[6][7]

2006年
- 4月-「ザ・隅田川」[東京/草月ホール、大阪/OBP円形ホール]  　下部軍助　役[6]
- 8月-伝統の現在NEXT2- 夢幻能形式による鏡花Ⅲ「眉かくしの霊」[紀伊國屋サザンシアター][6][8]
- 9月-「百鬼夜行抄２」[東京/銀座博品館劇場、兵庫/新神戸オリエンタル劇場]　　鬼灯　役[6]

2007年
- 1月-「落語＋ぷらす」[南青山MANDARA] 　 しどろもどろ[6]
- 3月～4月-「かぶき座の怪人」[東京/全労済ホール/スペース・ゼロ、兵庫/新神戸オリエンタル劇場]　 二代目男女川恋松 改メ 三代目恋助　役[6]
- 5月-「畳一畳もよおし屋/皐月のもよおし」  艶酒健菜「よござんす」[9]
- 7月-花組ヌーベル「恐怖時代」[下北沢ザ・スズナリ]　梅野　役[6]
- 12月-「KANADEHON忠臣蔵」[東京/世田谷パブリックシアター、新潟/りゅーとぴあ新潟市民芸術文化会館  劇場、大阪/イオン化粧品  シアターBRAVA！]　塩冶判官・寺岡平右衛門　役[6]

2008年
- 4月-幌張馬車プロデュース「木田さん」[ART THEATER かもめ座]　中条悟　役[10]
- 6月-プリエールプロデュース「おしるし」[赤坂RED/THEATER]    半田光範・卓司　役[11]
- 9月～10月-「怪談 牡丹燈籠」[東京/豊島区立舞台芸術交流センター(あうるすぽっと)、兵庫/新神戸オリエンタル劇場、札幌/道新ホール]   伴蔵　役[6]

2009年
- 1月-「泉鏡花の夜叉ヶ池」[東京/青山円形劇場、兵庫/伊丹 AI・HALL] 　那河岸屋組   萩原晃　役[6]
- 6月-花組ヌーベル「盟三五大切」[東京/下北沢駅前劇場、大阪/大阪市立芸術創造館　マンスリーシアター]    芸者小万実はお六　役[6]
- 7月-幌張馬車プロデュースvol.2「アウロラ Aurora～しらせに乗って」[神楽坂  シアターイワト]　　志村京一　役[12]
- 10月～11月-「ナイルの死神」[東京/俳優座劇場、兵庫/新神戸オリエンタル劇場]    サイモン・モスティン　役[6]
- 11月-北九州芸術劇場リーディングセッションvol.15「番町皿屋敷」[北九州芸術劇場　小劇場]    青山播磨　役[13]

2010年
- 3月-戦国シェイクスピア第二弾「SHINGEN～風林火山落日～」[豊島区立舞台芸術交流センター(あうるすぽっと)]    真田昌輝　役[14]
- 5月-花組ヌーベル第3回公演「ハイ・ライフ」[下北沢ザ・スズナリ]     虎組　ディック　役[6]
- 11月-「花たち女たち」[全労済ホール/スペース・ゼロ]　夢たち　芳沢仙七　役 / 恋たち　山田一人・湧井隆三　役[6]

2011年
- 1月-「柳生十兵衛」[六行会ホール]     柳生友矩 役[15]
- 6月-花組ヌーベル「番町皿屋敷」[東京/座・高円寺、福岡/住吉神社能楽殿、愛知/名古屋  テレピアホール]    青山播磨　役[6]
- 10月-「聖stひばり御殿」[東京/銀座 博品館劇場、大阪/ABCホール]    おきみ　役[6]
- 11月～12月-戦国シェイクスピア第二弾「SHINGEN～風林火山落日～」[東京/シアター1010、兵庫/宝塚 バウホール、愛知/名鉄ホール]　　内藤　役[16]

2012年
- 3月-WAKI-GUMI PRODUCED「～天翔る盗賊～石川五右衛門」[東京グローブ座]    前田玄以　役[17]
- 4月-ProjectJAX第１回公演昭和レトロ時代劇「裏YAGYU」[座・高円寺1]　　烏丸少将　役[18]
- 6月～7月-「灰色のカナリア」[東京グローブ座、大阪/森ノ宮ピロティホール]　　水島章　役[19]
- 9月～10月--玉造小劇店配給芝居vol.10 リリパットアーミーⅡ「傀儡女～時の男最終章」[大阪/ABCホール、東京/全労済ホール スペース・ゼロ]     三浦義村　役[20]
- 11月～12月-「菅原伝授手習鑑」[豊島区立舞台芸術交流センター(あうるすぽっと)]    舎人松王丸・仕丁　役[6]

2013年
- 4月-NAO-TA！プロデュースvol.8「たいせつなきみ」[中野ザ・ポケット]　　鈴森修平　役[21]
- 5月-花組HON-YOMI芝居「婦系図」[二子玉川 アトリエセーヌ・フルリ]     酒井俊蔵・待合の女中　役[6]
- 6月-非戦を選ぶ演劇人の会ピースリーディングvol.16「いま、憲法のはなし-戦争を放棄する意志-」[全労済ホール/スペース・ゼロ]   弁護士の加藤・松竹伸幸　役[22]
- 7月～9月-「宝塚BOYS」[東京/日比谷 シアタークリエ、愛知/愛知県芸術劇場 大ホール、兵庫/兵庫県立芸術文化センター阪急 中ホール、神奈川/横浜(貸切)、新潟/新潟市民芸術文化会館 りゅーとぴあ・劇場、千葉/千葉(貸切)]　　山田浩二　役　[23][24]
- 12月-「怪誕身毒丸」[下北沢駅前劇場]　　シッダルタ　役[6]

2014年
- 6月-結城座旗揚げ380周年記念公演第一弾「岡本綺堂・半七捕物帳異聞」[東京芸術劇場シアターウエスト]　　半七老人　役[25]
- 6月-はんなりラヂオ「はんなり☆夏語り～天～」[赤坂RED/THEATER]    【虹の空】　政吉　役[26]
- 6月-花組HON-YOMI芝居「南北オペラ」[二子玉川 アトリエセーヌ・フルリ]    赤斑の狼　役 (坂東太郎実は藤原純友　役 (台詞))[6]
- 8月-「ガラスの仮面」[青山劇場]　　尾崎一蓮　役　他[27]
- 9月-BoroBon企画＆花組芝居「ノータリンベイビーズ、ノーリターン」[二子玉川 アトリエセーヌ・フルリ]   　ヨシロウ　役[6]
- 12月-「夢邪想～『夏の夜の夢』より～」  [あうるすぽっと]     杉溪(すぎたに)　役[6]

2015年
- 4月-NAO-TA!プロデュースvol.8大阪公演「たいせつなきみ」[大阪/一心寺シアター倶楽]　　鈴森修平　役[28]
- 5月-「嵐が丘」[日生劇場] 　　ロックウッド　役 [29]
- 6月-はんなりラヂオ「はんなり☆夏語り～縁～」[赤坂RED/THEATER] 【縁の五十両】吉蔵  役[30]
- 8月-花組HON-YOMI芝居「かもめ」[二子玉川 アトリエセーヌ・フルリ]  　トリゴーリン　役[6]
- 11月-西瓜糖「モデル」[中野 テアトルBONBON]   泉井広志  役[31][32]
- 12月-「毛皮のマリー」[あうるすぽっと]  　大衆食堂の女店員・【梅組】阿部定・【菊組】チャイコフスキー　役[6]

2016年
- 1月-ぼろぼん忌 MONO-Zuki vol.2「なるべく派手な服を着る」[二子玉川 アトリエセーヌ・フルリ]     三男・久里隆(タカシ)　役[6]
- 5月-「津賀寿の会」[三越劇場] [33]
- 7月-花組ヌーベル「恐怖時代」[下北沢 ザ・スズナリ]　　梅野　役[6]
- 9月-「ガラスの仮面」[新橋演舞場]　　尾崎一蓮　役　他[34]
- 9月～10月「桐一葉」[あうるすぽっと]    仮面の乙奴 実ハ豊太閤　実ハ関白秀次の亡霊　役[6]
- 12月-あやめ十八番 第七回公演「霓裳羽衣」[東京芸術劇場 シアターウエスト]　 パールヴァティー　役[35]

2017年
- 1月-BoroBon忌「泉鏡花の夜叉ヶ池」[二子玉川 アトリエセーヌ・フルリ]     萩原晃　役[6]
- 3月-花組HON-YOMI芝居「悪女クレオパトラ」[二子玉川 アトリエセーヌ・フルリ]     ユリウス・カエサル／侍女　役[6]
- 6月-ウォーキング・スタッフプロデュース「怪人21面相」[下北沢 シアター711]   鳥羽山基(新聞記者)   役[36]
- 8月～9月-「いろは四谷怪談」[下北沢 ザ・スズナリ]　 宅悦　役[6]
- 12月-「黒蜥蜴」[あうるすぽっと]   【黒夫人組】   明智小五郎　役[6]

2018年
- 2月-モジリ兄とヘミング第1回公演「モジリ兄とヘミング」[中野  劇場MOMO]    安堂剛志　役[5]
- 5月-花組ヌーベル「婦系図」[下北沢 楽園]　　酒井俊蔵・待合の女中　役[6]
- 6月-あやめ十八番「ゲイシャパラソル」[座・高円寺1]　　【墨】 日色大輔　役[37]
- 10月-「天守物語」[あうるすぽっと]　　富姫　役[6]
- 11月-大森カンパニープロデュース 人情喜劇シリーズvol.7「いじはり」[下北沢 小劇場B1]　 安西清司　役[38]

2019年
- 1月-音楽活劇「SHIRANAMI」[新国立劇場 中劇場]    彦根藩士・老中・与力・瀧山・茶屋番頭・山岡  役  他[39]
- 3月-モジリ兄とヘミング第2回公演「オットセイ・オデッセイ」[中野  テアトルBONBON]     野々宮英人(医師)   役 [40][41][42]
- 3月-花組観光「ぼろぼんバス」初運行記念《春の陽炎めぐり》 [南青山MANDARA]  リーディング新内「勧進帳」 弁慶  役[43]
- 5月-「クイーン・エリザベス - 輝ける王冠と秘められし愛-」[日生劇場]   ヘンリー・ブルック／ヘンリー八世の亡霊／ウィリアム・パウレット／貴族／兵士  役[44]
- 6月- NAO-TA!プロデュースvol.11「たいせつなきみ」[中野 ザ・ポケット]   鈴森修平   役[45]
- 6月-木蘇このは三味線ライブ「このはのね～夏の音～」[清澄庭園内 涼亭]
- 10月-ウォーキング・スタッフプロデュース「三億円事件」[下北沢 シアター711]  府中署刑事課   天本征介(巡査部長)  役[46]
- 12月-「義経千本桜」[あうるすぽっと]  相模五郎・いがみの権太 役  他

2020年
- 3月～4月- 「恋ぶみ屋一葉2020 有頂天作家」[東京/新橋演舞場  大阪/松竹座]   書生 馬場   役[47]  (中止)
- 4月-KAKUTA《リモート》読み合わせ遊び  第4弾  『彼の地Ⅱ～逢いたいひ、と。』  秋久(あきひさ) スーパーフリーター   役
- 7月-「地獄變」[あうるすぽっと][48](延期)
- 11月-中村京蔵「冬麗の会」[国立劇場小劇場] 村越欣弥 役[49]

2021年
- 1月-「地獄變」[キンケロシアター] 【夜叉組】堀河大臣(おとど) 役 【修羅組】 腰元もたい(瓮) 役[50]
- 4月-「斬られの仙太」[新国立劇場 小劇場]  天狗党の井上・百姓二・子分二・手先一・博徒五・自由党党員二   役[51][52][53][54]
- 6月-モジリ兄とヘミング第4回公演「LEOPARD 豹変」[劇場MOMO]  テロリスト 大和田大 役[55][56]
- 9月-「ハロルドとモード」[東京/EXシアター六本木  大阪/森ノ宮ピロティホール] ハーレイ先生(精神科医)・ロジャース軍曹・警官・白バイ警官・ギターを渡す男・医師 役[57][58][59][60]
- 11月-「シャンソマニアⅡ～葵～」[あうるすぽっと] 光源氏 役[61][62][63][64][65][66]

2022年
- 1月～2月-「有頂天作家」[京都/南座  東京/新橋演舞場] 書生 馬場 役[67][68]
- 3月-「不思議の国のひなまつり」[東京国際フォーラム ホールB7] 大皮乃進(おおかわのしん) 役[69][70][71]
- 4月-大森カンパニープロデュース vol.39「更地SELECT SAKURA Ⅵ」[下北沢 小劇場B1] 金言楼の店主・サラリーマン・ヒーローA  役 [72][73][74][75]
- 6月-花組ヌーベル  創立35周年記念公演  第一弾「盟三五大切」[下北沢 小劇場B1] 薩摩源五兵衛実は不破数右衛門 役 [76][77][78][79]
- 7月-THE☆JACABAL’S「伊達政宗」[両国 シアターX] 片倉小十郎景綱 役 [80]
- 11月～12月-花組芝居 創立35周年記念公演 第二弾「鹿鳴館」[東京/あうるすぽっと 大阪/ABCホール]  【コロッケ組】影山祐敏(ひさとし)伯爵 役  【カツレツ組】大山巌夫人捨松 役[81][82][83]

2024年
- 1月-新生!熱血ブラバン少女。[福岡/博多座 大阪/新歌舞伎座][84]
- 8月-はんなりラヂオプロデュース公演 その13「はんなり☆夏語り〜想〜 歳月」[赤坂RED/THEATER][85]
- 12月-「白衛軍 The White Guard」[新国立劇場 中劇場][86]

### ドラマ
- テレビ朝日　土曜ワイド劇場　「100の資格を持つ女」〜ふたりのバツイチ殺人捜査〜　第1作-第12作　劇団はなぶさ座員　銀之介 役
- TBSテレビ火曜ドラマ 「ホテルコンシェルジュ」第３話【貯金箱に願いをこめて】　歌舞伎役者松山惣太郎マネージャー 役[87]
- BS朝日 時代劇スペシャル 「無用庵隠居修行」[88]
- NHK総合　「民謡魂　ふるさとの唄」[89](埼玉県飯能市)　村の名主 町田屋栄次郎　役
- NHK総合　「民謡魂　ふるさとの唄」[89](新潟県村上市)　評定所 奉行　役
- NHK総合　「民謡魂　ふるさとの唄」[89](富山県魚津市)　木こり 松五郎　役

### 映画
- 成蹊学園創立100周年記念映画「たしかなあしぶみ なかむらはるじ」[90]

### CM
- オフト伊勢崎[91]